# میچ رایدر
میچ رایدر (انگلیسی: Mitch Ryder؛ زادهٔ ۲۶ فوریهٔ ۱۹۴۵) یک موسیقی‌دان اهل ایالات متحده آمریکا است. وی از سال ۱۹۶۲ میلادی تاکنون مشغول فعالیت بوده‌است.